# Memnagar
Memnagar è una suddivisione dell'India, classificata come municipality, di 37.290 abitanti, situata nel distretto di Ahmedabad, nello stato federato del Gujarat. In base al numero di abitanti la città rientra nella classe III (da 20.000 a 49.999 persone).

## Geografia fisica
La città è situata a 23° 03' 07 N e 72° 32' 14 E.

## Società

### Evoluzione demografica
Al censimento del 2001 la popolazione di Memnagar assommava a 37.290 persone, delle quali 19.324 maschi e 17.966 femmine. I bambini di età inferiore o uguale ai sei anni assommavano a 3.043, dei quali 1.734 maschi e 1.309 femmine. Infine, coloro che erano in grado di saper almeno leggere e scrivere erano 32.488, dei quali 17.140 maschi e 15.348 femmine.